# Zyginama novella
Zyginama novella är en insektsart som först beskrevs av Knull och Auten 1938.  Zyginama novella ingår i släktet Zyginama och familjen dvärgstritar. Inga underarter finns listade i Catalogue of Life.